# Université de Loughborough
L'université de Loughborough (en anglais : Loughborough University) est un campus situé dans le bourg de Loughborough, au Leicestershire, dans l'est des Midlands en Angleterre.

## Historique
Elle est devenue une université en 1966, mais l'institution remonte à 1909, lorsque le Loughborough Technical Institute a commencé son existence avec un enseignement orienté sur les compétences et les connaissances qui seront directement applicables dans la plus grande partie du monde, une tradition qui se poursuit ce jour, avec une étude de l'UNIEI[réf. nécessaire] ayant trouvé que l'université de Loughborough a la technologie la plus efficace pour les opérations de transfert au Royaume-Uni.
L'université de Loughborough a acquis une réputation enviable dans le monde du sport universitaire britannique, en particulier en athlétisme.

## Galerie

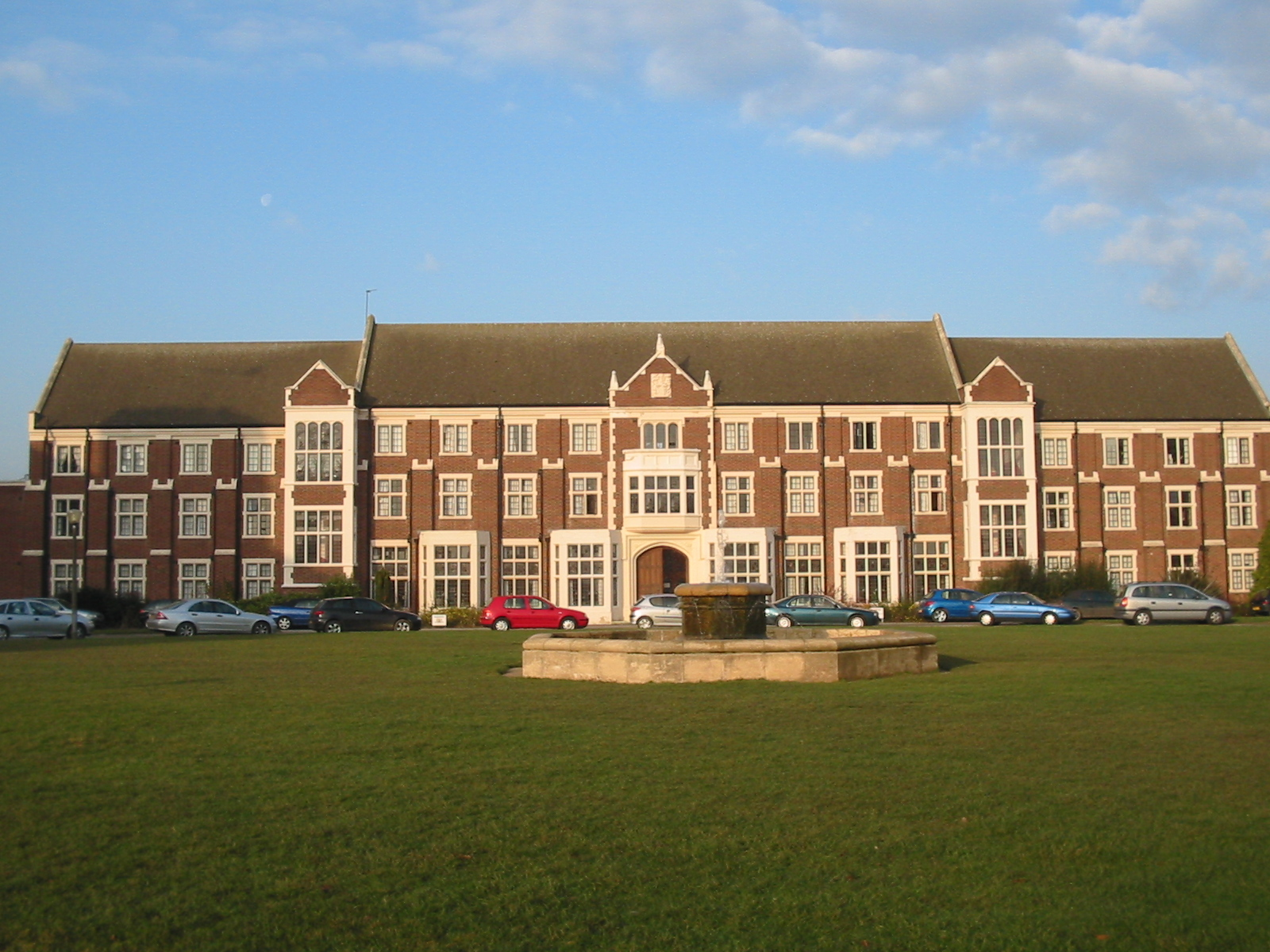
Bâtiment Hazlerigg.
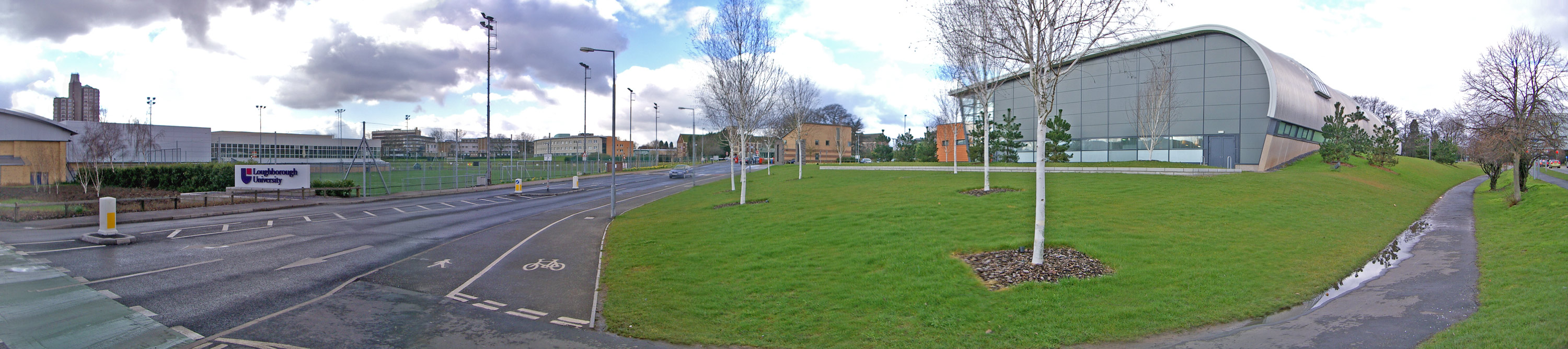
Panorama à l'entrée dite Epinal.
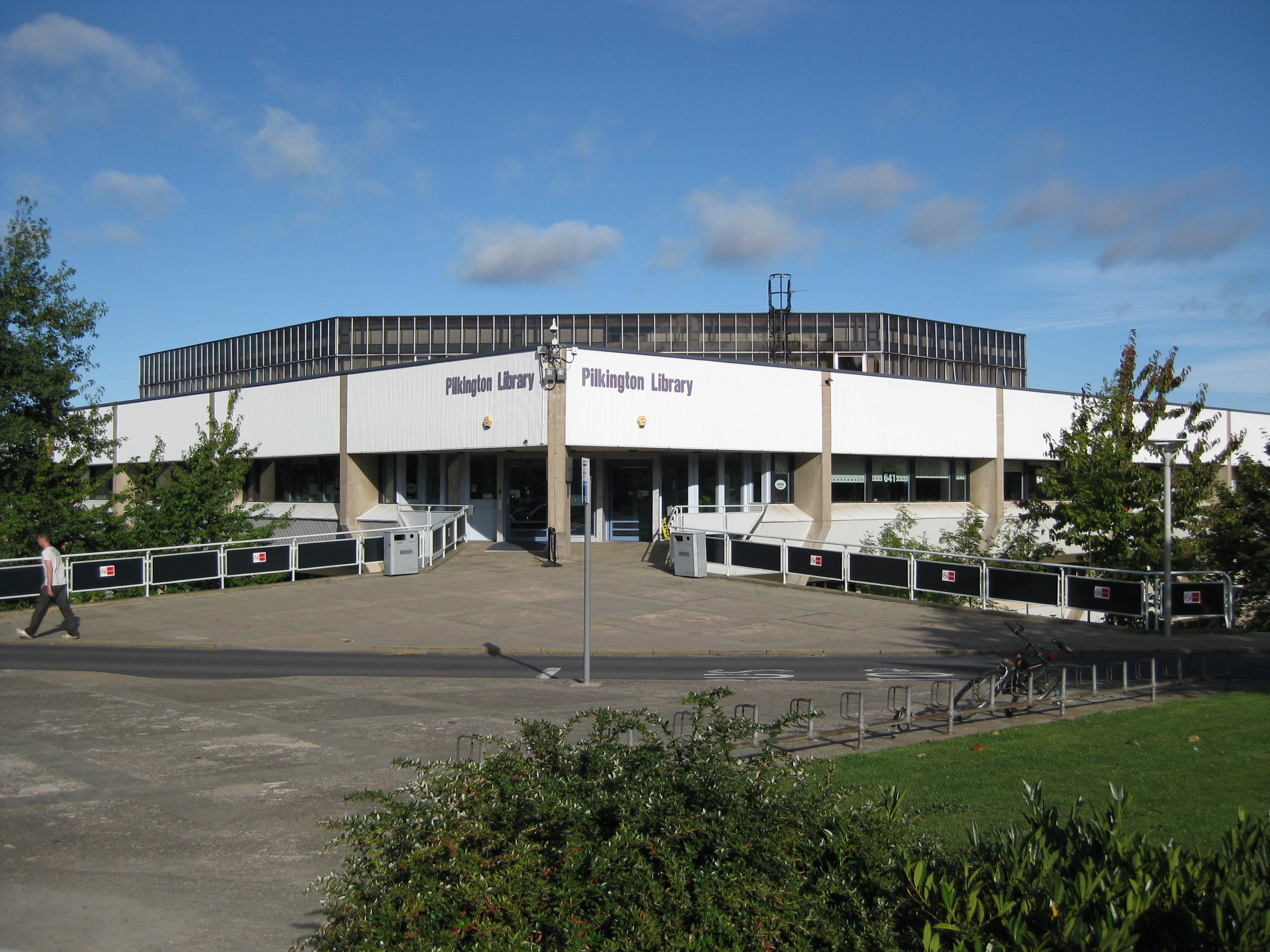
La bibliothèque.
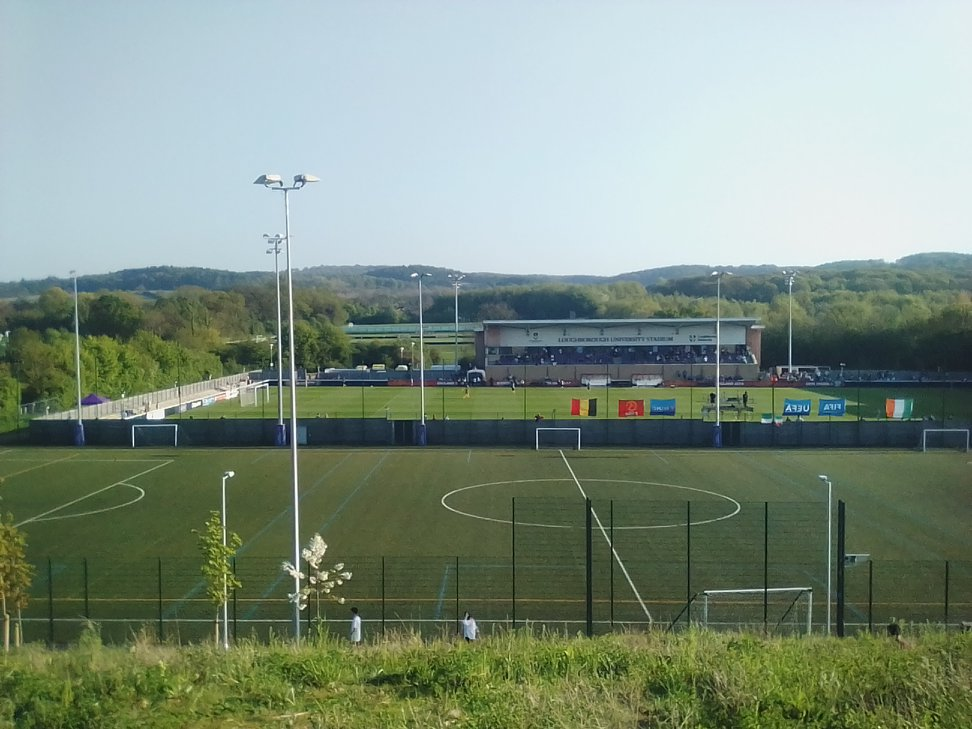
Le stade.

## Personnalités liées à l'université

### Étudiants
- Duncan White (1918-1998), médaillé olympique sur 400 mètres haies ;
- Bhanu Kapil (née en 1968), poétesse, romancière, universitaire ;
- Tanni Grey-Thompson (née en 1969), championne paralympique d'athlétisme.
- Paula Radcliffe (née en 1973), athlète de longue distance ;
- Josephine Wapakabulo (née en 1976), ingénieure ;
- Ayao Komatsu (né en 1976), ingénieur japonais et directeur d'équipe en Formule 1 ;
- Laurent Mekies (né en 1977), ingénieur français et directeur d'équipe en Formule 1 ;
- Hollie Arnold (née en 1994), championne paralympique ;
- Thibaud Flament (né en 1997), rugbyman français.

## Partenariat
L'université de Loughborough a signé un partenariat éducatif avec l'université britannique en Égypte.